# Dianthus carmelitarum
Dianthus carmelitarum là loài thực vật có hoa thuộc họ Cẩm chướng. Loài này được Reut. ex Boiss. mô tả khoa học đầu tiên năm 1867.